# 赛虹桥街道
赛虹桥街道是中华人民共和国江苏省南京市雨花台区下辖的一个街道办事处。
2012年7月2日，南京市人民政府批复同意撤销雨花新村街道办事处，将雨花南路以南与花神大道交汇处西南侧的望江矶3栋居民楼划入赛虹桥街道办事处。

## 行政区划
赛虹桥街道下辖以下村级行政区划单位：
赛虹桥社区、小行社区、安德门社区、长虹路社区、玻纤院社区、菊花里社区、龙福社区和邓府山社区。